# Predskazanie
Predskazanie (Предсказание) è un film del 1993 diretto da Ėl'dar Aleksandrovič Rjazanov.

## Trama
Mosca nei primi anni '90. Il noto scrittore Oleg Vladimirovič Gorjunov, una persona di mezza età e solitaria, ha solo 24 ore di vita - questo è ciò che ha intuito lo zingaro della stazione. Questi ultimi giorni diventano per Gorjunov i più ricchi di tutta la sua vita precedente: a casa Oleg Vladimirovič incontra un uomo con la sua faccia, nome e cognome, ma 25 anni più giovane...